# Pelézinha
Marilza Martins da Silva (Rio de Janeiro, 12 de março de 1964), mais conhecida como Pelézinha, é uma ex-futebolista brasileira que atuava como atacante da Seleção Brasileira de Futebol Feminino. Seu apelido é uma homenagem ao célebre jogador de futebol Pelé.

## Juventude
Pelézinha começou a jogar futebol ainda jovem com os meninos em seu bairro de Lins de Vasconcelos, zona norte do Rio de Janeiro. Cresceu como torcedora do Flamengo e admirava Adílio.[carece de fontes?]

## Carreira
Em 1981, Pelézinha largou a escola e deixou o América para ingressar profissionalmente na EC Radar. Depois de jogar pelo Radar, representando o Brasil, na edição de 1986 do Mundialito na Itália, os clubes italianos teriam oferecido uma taxa de transferência de US $ 35.000 para contratar a craque Pelézinha. Ela também fez parte da equipe Radar que foi para o Torneio de Convite Feminino da FIFA de 1988, em Guangdong, representando o Brasil, e que terminou em terceiro lugar.
Na Copa do Mundo Feminina da FIFA de 1991, Pelézinha foi titular no segundo jogo da fase de grupos contra os Estados Unidos. Não conseguiu impressionar a defesa americana e foi substituída no início do segundo tempo por Pretinha, de 16 anos. Tentativas desastrosas de impedimento contribuíram para a derrota do Brasil por 5 a 0 para as eventuais campeãs. Pelézinha foi reserva nos outros dois jogos da fase de grupos.
A Seleção Brasileira Feminina não jogou mais uma partida por mais de três anos, até que um patrocínio da Maizena amido de milho permitiu que elas jogassem no Campeonato Sul-Americano de Futebol Feminino de 1995. Pelézinha não foi convocada.[carece de fontes?]